# Minutario
Se llamaba minutario al cuadernillo de papel común en que el escribano ponía las minutas o borradores de las escrituras que se otorgaban ante él. 
Presentándose ante el escribano las partes que habían de otorgar la escritura, le manifestaban el convenio que han hecho, y el escribano por sí o por medio de su amanuense lo anotaba o apuntaba por mayor en el minutario donde lo firmaban las partes o a su ruego uno de los testigos y el mismo escribano. Se llamaba minutario, porque en él se ponían las cosas sin la extensión o explicación que se alargaban después en el protocolo y como la minuta se extendía en presencia de los interesados en los términos que estos querían, parece natural que el minutario hiciera más fe que el protocolo cuando se observaba alguna discordancia entre los dos. 
El minutario se introdujo por la necesidad, pues muchas veces el escribano tenía que asistir fuera de su casa y aun con urgencia y prisa al otorgamiento de escrituras especialmente al de las de testamento y no siempre llevaba corriente y sin atraso el protocolo.